# ゴールドハウス
ゴールドハウス（GOLD HOUSE）は、2008年10月19日から2009年9月23日までフジテレビで放送されていた深夜バラエティ番組である。

## 概要
最近のマネー商品を芸能人が副業として実践する番組。チュートリアルが管理人を務める「ゴールドハウス」の2階の各部屋に芸能人が住人として1か月間住み込んで、いくら稼げるかを争うという設定。
2009年1月3日(土)23:40～翌0:40にスペシャル番組放送。その中でチュートリアルプロデュースのアイドルユニット「¥en(いぇん)ガール」のデビューイベントが放送された。
2009年4月7日よりリニューアルし、放送時間が土曜25:35～26:05から火曜24:45～25:08に移動した。 
リニューアルに伴い、「ゴールドハウス」への住み込み副業生活の形式は撤廃され、出演者は「ゴールドハウス住人」から「ゴールドハウスファミリー」と表現されるようになった。

## 出演者
レギュラー
- チュートリアル - MC
- 森永卓郎 - アドバイザー

1号室住人、FX
1. 山根良顕（アンガールズ）
2. ボビー・オロゴン

2号室住人、アフィリエイト・動画配信
1. TKO
2. 手島優
3. 青島あきな

3号室住人
1. ニューハーフ 美羽 - 養殖
2. ハリウッドザコシショウ - 代行
3. ムッシュ・ピエール - 動画配信スペシャル

4号室住人
1. 篠田麻里子（当時AKB48） - ネットオークション
2. ユリーカ - ネットオークション
3. Yenガール

ファミリー
- 長井秀和 - お笑い懺悔の旅
- 磯山さやか - 目指せ！！キャバクラNo.1

## ネット局と放送時間
| 放送対象地域 | 放送局                    | 系列           | 放送日時                 | 備考       |
| ------------ | ------------------------- | -------------- | ------------------------ | ---------- |
| 関東広域圏   | フジテレビ（CX）          | フジテレビ系列 | 火曜 24時45分 - 25時08分 | 制作局     |
| 北海道       | 北海道文化放送（uhb）     | フジテレビ系列 | 火曜 24時50分 - 25時15分 | 7日遅れ    |
| 岩手県       | 岩手めんこいテレビ（mit） | フジテレビ系列 | 木曜 24時45分 - 25時10分 |            |
| 宮城県       | 仙台放送（OX）            | フジテレビ系列 | 火曜 24時45分 - 25時08分 | 同時ネット |
| 山形県       | さくらんぼテレビ（SAY）   | フジテレビ系列 | 月曜 25時00分 - 25時25分 |            |
| 新潟県       | 新潟総合テレビ（NST）     | フジテレビ系列 | 土曜 25時35分 - 25時58分 |            |
| 長野県       | 長野放送（NBS）           | フジテレビ系列 | 火曜 24時35分 - 24時58分 |            |
| 富山県       | 富山テレビ（BBT）         | フジテレビ系列 | 火曜 25時40分 - 26時05分 |            |
| 福井県       | 福井テレビ（FTB）         | フジテレビ系列 | 月曜 24時40分 - 25時05分 |            |
| 広島県       | テレビ新広島（TSS）       | フジテレビ系列 | 水曜 24時35分 - 25時00分 | 15日遅れ   |
| 高知県       | 高知さんさんテレビ（KSS） | フジテレビ系列 | 火曜 25時10分 - 25時35分 |            |
| 福岡県       | テレビ西日本（TNC）       | フジテレビ系列 | 水曜 25時20分 - 25時45分 |            |
| 熊本県       | テレビくまもと（TKU）     | フジテレビ系列 | 土曜 25時05分 - 25時30分 |            |